# Florian Mazel
Pour les articles homonymes, voir Mazel.
Florian Mazel, né en 1972, est un enseignant-chercheur et historien français.
Professeur des universités, titulaire d'une chaire d'histoire médiévale de l'université Rennes 2 de 2010 à 2023, puis de l'université Paris 1 Panthéon-Sorbonne depuis 2023, il est spécialiste de l'histoire sociale du IXe au XIIIe siècle.

## Biographie
Florian Mazel est élève de l'École normale supérieure de Fontenay-Saint-Cloud de 1991 à 1995, où il bénéficia de l'enseignement de Jean-Louis Biget. En 1994, il est reçu à l'agrégation d'histoire.
En 2000, il obtient un doctorat en histoire à l'Université de Provence Aix-Marseille I avec une thèse intitulée La noblesse et l'Eglise en Provence, xie – XVIe siècle : l'exemple des familles d'Agoult-Simiane, de Baux et de Marseille et rédigée sous la direction de Noël Coulet.
Ancien membre de l'Institut universitaire de France, il est maître de conférences puis professeur des universités à l'université Rennes 2 de 2001 à 2023. Il est depuis 2023 professeur d'histoire médiévale à l’université Paris 1 Panthéon-Sorbonne et membre du Laboratoire de médiévistique occidentale de Paris.
Ses recherches portent sur l'histoire sociale du IXe au XIIIe siècle et plus particulièrement sur l'aristocratie, le rôle de l'Église, l'instrumentalisation de l'hérésie, les processus d'institutionnalisation et les questions spatiales et territoriales.

## Publications

### Ouvrages
- La Noblesse et l'Église en Provence, fin Xe-début XIVe siècle, éditions du CTHS (Comité des Travaux Historiques et Scientifiques), Paris, 2002, 2008  (ISBN 2735505030). Prix Nicolas Peiresc de l'Académie d'Aix-en-Provence 2003.
- Féodalités, 888-1180, Belin, coll. "Histoire de France" (dir. J. Cornette), Paris, 2010, 2014  (ISBN 978-2-7011-3359-1), rééd. Gallimard, coll. « Folio histoire », Paris, 2019  (ISBN 978-2-07-279893-1).
- L'évêque et le territoire. L'invention médiévale de l'espace (Ve – XIIIe siècle), Seuil, coll. « L'Univers Historique », Paris, 2016 (ISBN 978-2021183108). Prix Augustin-Thierry de la Ville de Paris 2016.
- Histoire dessinée de la France, t. 6 : Chevaliers, moines et paysans, bande dessinée illustrée par Vincent Sorel, La Revue Dessinée et La Découverte, Paris, 2019 [4]  (ISBN 979-10-92530-45-2).

### Direction d'ouvrages
- Prieurés et société au Moyen Âge, avec Daniel Pichot, Annales de Bretagne et des Pays de l'Ouest, 113, 2006  (ISBN 2753503540).
- L'Espace du diocèse. Genèse d'un territoire dans l'Occident médiéval, Presses universitaires de Rennes, Rennes, 2008  (ISBN 2753506256).
- Cluny, les moines et la société au premier âge féodal, avec Dominique Iogna-Prat, Michel Lauwers et Isabelle Rosé, Presses universitaires de Rennes, Rennes, 2013.
- La réforme "grégorienne" dans le Midi (milieu XIe-début XIIIe siècle), Cahiers de Fanjeaux, 48, Privat, Toulouse, 2013.
- Découper le temps. Actualité de la périodisation en histoire, avec Stéphane Gibert et Jean Le Bihan, Atala. Cultures et sciences humaines, n°17, 2014.
- Histoire mondiale de la France (Patrick Boucheron (dir.), Nicolas Delalande, Pierre Singaravélou, Yann Potin et Florian Mazel, coord.), Paris, Le Seuil, 2017 (ISBN 9782021336290), nouvelle éd. augmentée 2018, coll. Points Histoire  (ISBN 9-782757-874424). Prix Aujourd'hui 2017.
- Histoire d'Aix-en-Provence, avec Noël Coulet, Presses universitaires de Rennes, Rennes, 2020  (ISBN 978-2753580602). Prix Thiers de l'Académie d'Aix-en-Provence 2020.
- Nouvelle histoire du Moyen Âge, Paris, Seuil, 2021, 1056 p. (ISBN 978-2-0214-6035-3, présentation en ligne). Prix Pierre-Lafue 2022[5].